# Довбні
До́вбні —  село в Україні, в Ічнянській міській громаді Прилуцького району Чернігівської області. Населення становить 0 осіб. До 2020 року орган місцевого самоврядування — Рожнівська сільська рада.

## Географія
Село Довбні знаходиться на правому березі річки Удай, на відстані 3 км від села Крупичполе.

## Історія і Демографія
На мапі Шуберта 1869 року позначене під назвою хутір Пушкарі. 
Станом на 1987 рік населення складало 30 осіб. Але вже у 2001 році, під час перепису, жителів вже не лишилося.